# WEDAL
Die WEDAL (Westdeutschland Anbindungsleitung) ist eine 319 Kilometer lange Erdgas-Pipeline in Deutschland, die von Gascade betrieben wird.
Über den Interconnector, der Pipelineverbindung zwischen Großbritannien und dem Kontinent, kommt das Nordseegas an der belgischen Küsten in Zeebrügge an. Es wird über das Netz des belgischen Betreibers Fluxys nach Ostbelgien, Lichtenbusch zur Gasexportstation Eynatten geleitet; von dort nach Deutschland verläuft die WEDAL über Aachen, Wuppertal, Soest und Bielefeld bis nach Bad Salzuflen, wo südwestlich der Stadt über die Verdichterstation Lippe mit zwei gasturbinengetriebenen Verdichtereinheiten mit einer Gesamtleistung von rund 26 Megawatt die Anbindung an die MIDAL erfolgt.
Der Bau der WEDAL wurde im Juni 1996 durch den Wingas-Konzern begonnen und die Pipeline mit einem Durchmesser von 1000 mm im Oktober 1998 für rund 600 Millionen DM fertiggestellt. Am 15. Oktober 1998 wurde sie in Betrieb genommen.